# Torre del Rector
La Torre del Rector és una masia de Santa Perpètua de Mogoda (Vallès Occidental) inclosa a l'Inventari del Patrimoni Arquitectònic de Catalunya.

## Descripció
És una masia de planta basilical amb coberta a doble vessant. La façana principal sobresurt del nivell de la teulada amb una estructura de corba i contra corba que l'ornamenta. Està distribuïda en tres pisos i la porta d'entrada, ha perdut la seva forma original.
A la façana posterior, destaquen les tres finestres del pis superior amb arc de mig punt. La masia té altres construccions adossades a l'edifici principal i que formen part del conjunt.

## Història
La torre del Rector, té una disposició tradicional de tres cossos i va ser reformada al segle xvii donant-li un aspecte molt diferent de la casa de pagès. A la part central del pis, hi ha la residència del senyor propietari el qual ja no cultivava la terra directament, sinó que només venia a passar temporades.